# バンド・オブ・ジプシーズ
バンド・オブ・ジプシーズ（Band Of Gypsys）とは、ジミ・ヘンドリックスが1970年に制作・発表したライブ・アルバム。ジミの生前に発表されたアルバムとしては最後となった。

## 解説
エクスペリエンス解散後、ジミはウッドストック・フェスティバル出演を経て、全員がアフリカ系アメリカ人というトリオ、バンド・オブ・ジプシーズを結成。
一方、無名時代のジミと契約していたPPXエンタープライゼズが、ジミの契約不履行を主張。ジミの元マネージャーのチャス・チャンドラーは、ジミがイギリスに渡る頃に多くのレーベルとの契約を買収していたが、PPXとの契約は残っており、それによれば、ジミは1968年まではPPXの専属アーティストということになっていた。そのため、当時既にPPXを傘下に収めていたキャピトル・レコードからアルバムを1枚発表する必要が生じ、本作は同社から先行発売された（イギリス盤は従来と同様トラック・レコードから発売）。
バンド・オブ・ジプシーズは、1969年12月にリハーサルを行う。その時の音源の一部は、エクスペリエンス・ヘンドリックス公認のレーベル「ダガー・レコード」から、『The Baggy's Rehearsal Sessions』というタイトルで2002年にCD化された。そして、1969年12月31日から1970年1月1日にかけて、ニューヨークのフィルモア・イーストで連続公演（1日2回、合計4公演）を行う。本作には、1月1日の演奏の一部が収録された。
バンド・オブ・ジプシーズは、全メンバーがアフリカ系アメリカ人ということもあり、ファンクなどのブラック・ミュージック色が強く出ているが、1970年1月28日のライブを最後に解散。ジミは以後、他界する直前まで、本作にも参加したビリー・コックス、エクスペリエンス時代の盟友ミッチ・ミッチェルを従えたトリオで活動。

### ジャケット
アメリカ盤はジミの写真を使用。現行のリマスターCDはアメリカ盤に準じている。イギリス盤の初回ジャケットは、ジミと友人達に似せた人形の写真で、日本盤もそれにならっていた。人形がギターを右利きの構えで持っているのが特徴。本作が日本でCD化された際、一時的にこの人形を使ったジャケットだったこともあった。

### ジミ・ヘンドリックス没後
ジミの死後に音源を管理していたアラン・ダグラスは、1986年に本作の続編『バンド・オブ・ジプシーズ2』を発売したが、これは9曲中6曲がバンド・オブ・ジプシーズ解散後のライブ音源で、しかもバンド・オブ・ジプシーズが演奏した3曲のうち2曲はビデオから音を起こしたものであった。
この時のフィルモア・イーストにおける2日間にわたる公演に関して、16曲を収録した2枚組CD『ライヴ・アット・ザ・フィルモア・イースト』が1999年に発売された。ただしこれも、両日のライブを完全に網羅した内容のものではない。
2016年、フィルモア・イーストにおける初日の第1公演を完全収録した『マシン・ガン：ザ・フィルモア・イースト・ファースト・ショー』が発売された。
2019年、フィルモア・イーストにおける全4公演を収録した『バンド・オブ・ジプシーズ：コンプリート・フィルモア・イースト』- Songs for Groovy Children: The Fillmore East Concertsが発売された。

## 収録曲
特記なき楽曲はジミ・ヘンドリックス作。
1. フー・ノウズ - Who Knows
2. マシン・ガン - Machine Gun
3. チェンジズ - Changes (Buddy Miles)
4. ソウル・パワー - Power Of Love
5. 恋のメッセージ - Message To Love
6. リヴ・トゥゲザー - We Gotta Live Together (B. Miles)

## 参加ミュージシャン
- ジミ・ヘンドリックス - ギター、ボーカル
- ビリー・コックス - ベース
- バディ・マイルス - ドラムス、ボーカル